# Ectosteorhachis
Ectosteorhachis is een monotypisch geslacht van uitgestorven kwastvinnigen die leefden gedurende het Perm (270 tot 290 miljoen jaar geleden). Het geslacht behoorde tot de familie Osteolepidae. Ectosteorhachis leefde in zoet water.
Rijk: Animalia · Phylum/Afdeling: Chordata · Klasse: Sarcopterygii · Subklasse: Tetrapodomorpha · Superorde: Osteolepidida